# Persécution de Dèce
La persécution de Dèce est une série de poursuites judiciaires qui ont lieu à partir de la fin de l'année 249 et au cours de l'année 250 contre des citoyens refusant de sacrifier pour le salut de l'Empire romain, parmi lesquels de nombreux chrétiens. Ces poursuites sont la conséquence directe d'un édit pris par l'empereur Trajan Dèce ordonnant aux habitants libres de l'Empire de faire un sacrifice aux dieux pour le salut de l'Empire. 
Les auteurs chrétiens ont décrit cet événement comme une persécution dirigée contre les chrétiens au IIIe siècle dans l'Empire romain. Elle est régulièrement considérée comme la première persécution générale contre les chrétiens, même si cette affirmation est aujourd'hui contestée. Dans les communautés chrétiennes, elle posa le problème de la réintégration des lapsi qui avaient accepté de sacrifier aux dieux romains et l'accusation d'hérésie envers les mouvements tels que le novatianisme.

## Origines
Le IIIe siècle est marqué par des crises politiques et militaires liées à des usurpations et aux menaces barbares aux frontières de l'Empire. Les Romains y voient le signe que la paix des dieux est rompue.
En 249, Trajan Dèce est proclamé empereur par ses troupes et vainc Philippe l'Arabe. Il est confronté à des attaques menées par les Goths qui ont traversé la région du Danube et envahi les provinces romaines de Mésie et de Thrace. Trajan Dèce tente de rétablir la paix des dieux en promulguant un édit en 249. Il ordonne à l'ensemble des habitants libres de l'Empire de faire un sacrifice aux dieux romains. Cependant, certains chrétiens refusent de sacrifier, leur religion leur interdisant le sacrifice. Ce refus d'obéir entraîne des poursuites judiciaires à leur encontre.
À partir du IIIe siècle, le rapport de l’empereur aux religions traditionnelles évolue. Les Empereurs restent liés à la tradition religieuse mais leur façon de la pratiquer change. 
Avec la fin de l’époque des Sévères, les morts brutales des empereurs, les épidémies, les guerres, notamment en Rhénanie ou au Danube (Goths) et au Proche-Orient (Perses et Sassanides) ainsi que les nombreuses usurpations provoquent des inquiétudes. Du côté de l’historiographie romaine, les faiblesses de l’Empire sont dues à la rupture de la pax deorum. Du côté chrétien, le Dieu chrétien punirait les Romains. Des deux côtés de l’historiographie de l’époque, les difficultés de l’Empire sont liées à l’abandon des dieux.
Mais la religion traditionnelle permet de répondre à ces difficultés et de rétablir la concorde avec les dieux. En 249, pour restaurer le culte traditionnel et rétablir la paix dans l’Empire, Dèce, nouvel empereur de Rome, édicte un programme de restauration politique et religieuse qui a pour but de réunir tous les habitants de l'Empire autour de l'empereur et des dieux de Rome.
Les chrétiens furent contraints de sacrifier aux dieux, mais l'édit de Dèce ne vise pas à les persécuter, il vise à garantir la paix dans l’Empire en obligeant tous les citoyens à sacrifier aux dieux. Le refus de sacrifier peut, en effet, passer pour une rupture de la paix des dieux, garante de l'ordre universel et du pouvoir romain. Mais, il peut aussi passer pour une offense directe à l'empereur : en période de crise cela ne semble plus acceptable pour un pouvoir impérial fragilisé.

## Événements

### Selon la tradition chrétienne
L'appellation de « persécution des chrétiens » est à considérer avec prudence. Les sources mentionnant cet édit proviennent, pour la plupart, d’auteurs chrétiens comme Lactance, Eusèbe de Césarée et Cyprien de Carthage. Du point de vue des citoyens pratiquant la religion traditionnelle, cet édit a peu de retentissement. Le refus de se soumettre à un édit impérial est puni, et ce, pour tous les citoyens romains, cela ne vise pas spécifiquement les chrétiens.  
Cet édit devient alors une prédiction de la parole du Seigneur pour les auteurs chrétiens. Par exemple, Cyprien dans ses Lettres, reçoit le témoignage d’un ami qui qualifie Dèce de « grand serpent, persécuteur de l’Antéchrist ». Les fidèles sont profondément marqués par les enfermements et les exécutions. Les évêques encouragent la fuite: dans la pensée chrétienne, il est préférable de fuir plutôt que de céder à l’édit. Ces auteurs chrétiens font de l’édit et de sa mise en place une persécution. L’empereur Dèce est puni par le « vrai dieu », le Dieu des chrétiens à travers des défaites militaires. Par ailleurs, en conséquence de cet édit, le culte des martyrs joue un rôle important dans le développement du christianisme. C'est dans ce contexte que Cyprien de Carthage écrit De l'unité de l'Église catholique, afin d'avertir ceux qui se sont éloignés de l'Église qu'ils ne trouveront pas le salut de cette façon (« Salus extra Ecclesiam non est »).

### Problèmes historiques et historiographiques
Le texte de l'édit n'étant pas connu, les seules sources disponibles sur l’édit se limitant aux sources chrétiennes. Pendant longtemps, ce sont elles qui ont servi de base unique pour l’étude de cet événement. Les auteurs chrétiens posent néanmoins plusieurs problèmes :
- Ils ont une vision très téléologique de l’événement comme initiant les persécutions futures. C’est très visible notamment chez Lactance qui place Dèce comme un des empereurs persécuteurs et qui inaugure les persécutions du IIIe siècle[4].
- Ils se centrent principalement sur les conséquences de l’édit sur les chrétiens et moins sur la volonté première de l’empereur, le plaçant en persécuteur.
- Le récit des martyrs est sans cesse mis en avant, occultant en réalité le faible nombre d’exécution et l'acceptation de l'édit par de nombreux chrétiens.

Malgré tout, si l'édit de persécution lui-même est perdu, de nombreux libelles de sacrifice ont été conservés aussi bien en Occident (Afrique Proconsulaire, Rome, Gaule, Espagne) qu'en Orient (Égypte), témoignant de l'application de cet édit. Ce n’est que la découverte en 1892 des libelli en Égypte qui a permis de décentrer le regard du christianisme seul, et de replacer l’édit dans sa logique propre. Les libelli ne citent pas le christianisme et ne semblent pas être des témoignages d'une volonté de persécution. Malgré tout, les clichés hérités de cette historiographie chrétienne sont encore nombreux autour de l’événement qui est toujours connu sous l'appellation impropre de “persécution de Dèce.”

## Conséquences
La conséquence immédiate de l'édit est un nombre important d'apostats parmi les chrétiens. Ceci s'explique par la peur qui se propage au sein de ces communautés. En effet, le refus de sacrifier conduit à être prisonnier et torturé jusqu'à l'abandon de la foi. En cas de refus répétés, la peine de mort est envisagée. Nombreux chrétiens acceptent alors de sacrifier. 
La persécution cesse après une année, certainement avant la mort de Dèce. Mais, cela pose ensuite la question des lapsi, les « tombés » ou les chrétiens ayant renié leur foi. Des divisions sont nées dans l’Église chrétienne sur la possible réintégration des lapsi qui sont nombreux à demander leur réintégration.
Cyprien de Carthage, à son retour dans la ville en mai 251, convoque un concile pour traiter la question des lapsi et du schisme, qui divise l’Église. Cyprien et les évêques africains acceptent la réintégration des faillis sous conditions. Ils distinguent pour cela plusieurs catégories d'apostats : les sacrificati, ceux qui ont véritablement offert des sacrifices sont contraints à de longues pénitences ; les reluctantes, ceux qui, malgré leur révolte contre l’édit, ont été contraints aux sacrifices sous la torture se voient assurés d'un prompt pardon ; enfin les libellatici, ceux ont obtenu de faux certificats et n’ont pas sacrifié, se voient infliger des pénitences plus brèves encore. Toutefois, les chrétiens qui se sont fait baptisés par des évêques lapsi, doivent de nouveau être baptisés pour réintégrer l’Église.
À Rome, à la suite du martyr de l'évêque de Rome Fabien en janvier 250, le siège est resté vacant durant 15 mois. En mars 251, Corneille est élu, mais sa reconnaissance par Carthage tarde à venir. Novatien, un prêtre à l’Église de Rome, qui dans un premier temps partage les positions de Cyprien sur la question des lapsi, se sépare sur cette doctrine. Il se fait consacrer pape de Rome par des évêques partisans et s’oppose fortement à la position modérée à l’égard des lapsi dont il refuse la réadmission. Novatien veut établir une autre Église catholique en tentant de rassembler des évêques de différentes provinces. Le concile de mai 251 va condamner le novatisme en le considérant comme un schisme.